# Молчанов, Леонид Алексеевич
Леони́д Алексе́евич Молча́нов (25 августа 1956, Москва — 29 декабря 2013, там же) — советский и российский историк, специалист по источниковедению и истории журналистики России XX века. Доктор исторических наук, профессор.

## Биография
Родился в семье служащего. Отец — Алексей Петрович (1923—1993), участник Великой Отечественной войны, полковник госбезопасности. Мать — Раиса Лейбовна (1924—2010), участница Великой Отечественной войны, врач-рентгенолог.
В 1973 году после окончания средней школы № 170 поступил в Московский историко-архивный институт. Окончил институт с отличием по специальности «историко-архиведение». В течение десяти лет работал младшим научным сотрудником секции документов Коминтерна Центрального партийного архива Института марксизма-ленинизма при ЦК КПСС. 13 сентября 1985 года защитил кандидатскую диссертацию на тему: «Газета „Беднота“ как источник по истории советской деревни в годы иностранной военной интервенции и гражданской войны (март 1918 — март 1921 гг.)». В 1988—1992 годах — ассистент, затем доцент Московского института инженеров железнодорожного транспорта. 29 января Молчанову присвоено звание доцента по кафедре социально-политической истории МИИТ. В 1992 году принят на кафедру вспомагательных исторических дисциплин ИАИ РГГУ на должность доцента. В 1994—1997 годах — докторант РГГУ. 29 января 1999 года защитил докторскую диссертацию: «Газеты России в годы революции и гражданской войны (октябрь 1917—1920 гг.): опыт комплексного исследования». Научный руководитель — профессор, доктор исторических наук Евгений Луцкий. С 1997 по 2007 год — профессор кафедры истории МГУКИ.
В декабре 1999 года принят в Союз журналистов России.
С 2001 года Леонид Молчанов — профессор кафедры источниковедения и вспомогательных исторических дисциплин.
В ноябре 2007 года принят в Союз писателей России. В 2011—2013 годах — и. о. зав. кафедрой источниковедения Высшей школы источниковедения, специальных и вспомогательных исторических дисциплин ИАИ РГГУ. В октябре 2013 года освобождён от должности заведующего кафедрой.

## Научно-педагогическая деятельность
В РГГУ (МГИАИ) с 1992 года читал спецкурсы: «Зарубежное источниковедение», «Воспоминания как источник по истории российского чиновничества», «Отечественная мемуаристика как источник по истории российской государственности».
Член диссертационного совета РГГУ по историческим наукам.

## Награды
- В 2002 году отмечен премией Союза журналистов России.
- В 2009 году награждён специальным дипломом Союза журналистов России, дипломом Московской городской организации писателей Союза писателейРоссии.
- В 2006 году награждён медалью Всероссийского геральдического общества «Памяти Е. И. Каменцевой» I степени.

## Научные труды

### Монографии
- Из истории газетной прессы России в годы революции и гражданской войны: (октябрь 1917—1920 гг.). — М.: Археографический центр, 1997. — 195, [1] с. — ISBN 5-86169-070-7.
- Газетный мир антибольшевистской России (октябрь 1917—1920 гг.). — М.: Посев, 2001. — 159 с. — ISBN 5-85824-138-7.
- Газетная пресса России в годы революции и гражданской войны (окт. 1917—1920 г.г.). — М.: Издатпрофпресс, 2002. — 271 с.
- «Собственными руками своими мы растерзали на клочки наше государство»: Сб.статей / Л. А. Молчанов. — М.: Посев, 2007. — 207 с.: [8] л. ил. — ISBN 978-5-85824-169-0.
- Газеты России в октябре 1917 г. — 1920 г.: история российской газетной прессы. — Saarbrücken: Lambert Acad. Publ., 2011. — 336 с.

### Статьи
- Возрождение : [арх. 15 июня 2024] / Л. А. Молчанов // Великий князь — Восходящий узел орбиты. — М. : Большая российская энциклопедия, 2006. — С. 597. — (Большая российская энциклопедия : [в 35 т.] / гл. ред. Ю. С. Осипов ; 2004—2017, т. 5). — ISBN 5-85270-334-6.